# Шалара
Шалара (словен. Šalara, итал. Salara) је насељено место у општини Копар, Обално-Крашка регија, Словенија.

## Историја
До територијалне реорганизације у Словенији била је у саставу старе општине Копар.

## Становништво
У попису становништва из 2011. године, Шалара је имала 550 становника.
| Број становника према пописима | Број становника према пописима | Број становника према пописима |
| ------------------------------ | ------------------------------ | ------------------------------ |
| 1991                           | 2002                           | 2011                           |
| 347                            | 430                            | 550                            |

Напомена: Године 1979. умањено за део насеља који је припојен насељу Копар.